# Merk
Een merk is een teken dat de commerciële herkomst van producten of diensten onderscheiden. Het is, in het kader van onvervalste mededinging, in het belang van zowel merkhouders als consumenten dat merken kunnen worden beschermd. Zo kunnen merkhouders een reputatie opbouwen en reclame maken en kunnen consumenten merken herkennen van bijvoorbeeld eerdere ervaringen of uit reclames.

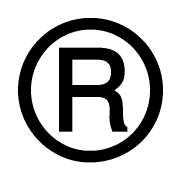
Het ®-teken

De wetgeving omtrent merken, het merkenrecht genoemd, is op eenvormige wijze geregeld in België, Nederland en Luxemburg, de landen van de Benelux. Volgens het Benelux-verdrag inzake de intellectuele eigendom van 2005 worden als merken beschouwd "alle tekens die vatbaar zijn voor grafische voorstelling, met name woorden, met inbegrip van namen van personen, tekeningen, letters, cijfers, vormen van waren of verpakking, mits zij de waren of diensten van een onderneming kunnen onderscheiden".

## Geschiedenis

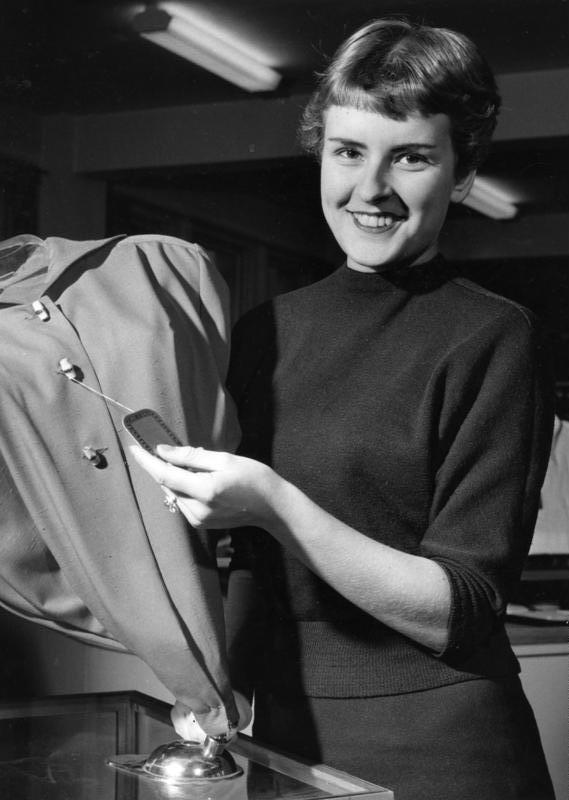
Een medewerkster van de Textielfabrik Bierbaum-Proenen laat het etiket met het kledingmerk van een jurkje zien. 30 November 1953

Het gebruik van merktekens is terug te voeren tot de Chinese, Griekse en Romeinse oudheid. Merktekens zijn ook aangetroffen op Indiase producten van omstreeks 1300 voor Christus. In het middeleeuwse Europa waren merktekens in gebruik op uiteenlopende producten als gouden munten, aardewerk, brood en papier. Interessant in dit kader is een Engelse wet uit 1266 waarin bakkers verplicht werden een merkteken op elk brood aan te brengen: "to the end that if any bread bu faultie in weight, it may bee then knowne in whom the fault is." (vertaling: opdat indien een brood te weinig weegt, het bekend zal zijn bij wie de schuld ligt). Merken hadden dus in eerste instantie vooral een consumentenbeschermende functie.
Europeanen brachten vervolgens de praktijk van het merken naar de nieuwe wereld. Daar werd het vooral toegepast op landbouwproducten als katoen en tabak, maar ook op gepatenteerde medicijnen. Keller noemt in zijn boek onder andere Swaim's Panacea, Fahnestock's Vermifuge en Perry Davis' Vegetable Pain Killer als vroege Amerikaanse medicijnmerken.

## Herkomstfunctie
De belangrijkste functie van een merk is de herkomstfunctie. Het merk stelt de consument in staat moet om de goederen en diensten van de ene producent te kunnen onderscheiden van die van de andere consument. Het merk moet daarom onderscheidend vermogen hebben. Een woord dat beschrijvend is voor de producten of diensten die onder het merk worden verkocht of een zeer banale term zou bijvoorbeeld niet voldoende onderscheidend zijn om als merk te dienen.

## Soorten merken
De bekendste soorten merken zijn woordmerken en beeldmerken en woord/beeldmerk combinaties. Echter, er bestaan meer soorten merken, waaronder:
- Woordmerken
- Beeldmerken
- Vormmerken
- Klankmerken
- Multimediamerken
- Patroonmerken
- Kleurmerken
- Positiemerken
- Hologrammerken

Volgens de wet kan een merk worden gevorm door alle tekens, in het bijzonder woorden, waaronder namen van personen, of tekeningen, letters, cijfers, kleuren, vormen van waren of verpakkingen van waren, of geluiden, mits deze de waren of diensten van een onderneming kunnen onderscheiden van die van andere ondernemingen, en duidelijk in het register kunnen worden weergegeven.
Voorheen was het ook vereist dat het merk vatbaar was voor grafische weergave. Zo kon een klankmerk kunnen worden weergegeven als notenbalk. Tegenwoordig kan een mp3 bestand van een geluid ook als klankmerk worden ingeschreven en is een grafische voorstelling niet langer vereist.

## Inbreuk op een merk
De eigenaar van een geregistreerd merk (de merkhouder) kan optreden tegen anderen die zonder zijn toestemming gebruikmaken van zijn merk, of van een met zijn merk "overeenstemmend teken". In artikel 2.20 van het Benelux Verdrag inzake de Intellectuele Eigendom staan de verschillende inbreukgronden.
De merkhouder kan optreden tegen iemand die zijn merk gebruikt voor identieke producten of diensten, maar ook tegen iemand die voor soortgelijke producten een teken gebruikt dat lijkt op het merk. Vereist is dan wel dat er gevaar voor verwarring bestaat bij het publiek. Als een merk bekend is, dan kan de merkhouder zelfs optreden tegen het gebruik van overeenstemmende tekens als die niet voor soortgelijke producten worden gebruikt. In sommige gevallen kan de merkhouder ook optreden tegen iemand die zijn merk gebruikt zonder daarmee producten of diensten te onderscheiden.

## Waarde
Voor veel bedrijven hebben hun merken een grote bedrijfseconomische waarde, de zogenoemde merkwaarde. Het merk bindt klanten aan producten die het merk dragen en producten met bepaalde merken worden meer gewaardeerd dan soortgelijke producten zonder dat merk. Veel bedrijven gaan om die reden zorgvuldig met hun merken om, om zo het imago van het merk niet te schaden. Tegenstanders van deze bedrijven proberen dit soms wel, bijvoorbeeld door middel van adbusten.
McDonald's, Coca-Cola en Disney worden wereldwijd als de bekendste merken gezien. Volgens Interbrand, een merkwaarderingsbureau, waren de drie waardevolste merken in 2013 Apple, Google en Coca-Cola.
De methode van Interbrand voor het waarderen van merken is een van de bekendste ter wereld, maar niet de enige en niet per se de beste. De methode van Interbrand vertaalt begrippen als leiderschap en loyaliteit in een monetaire waarde. Deze omvorming, alsmede de methode waarmee de toekomstige inkomsten worden gebruikt als basis van de monetaire waardering van merken, staan ter discussie.
Andere methodes die gebruikt worden om waarde van een merk aan te geven zijn talrijk. Zo publiceert Forbes in samenwerking met Landor ook een lijst van 'topmerken'.

## Handelsnaam

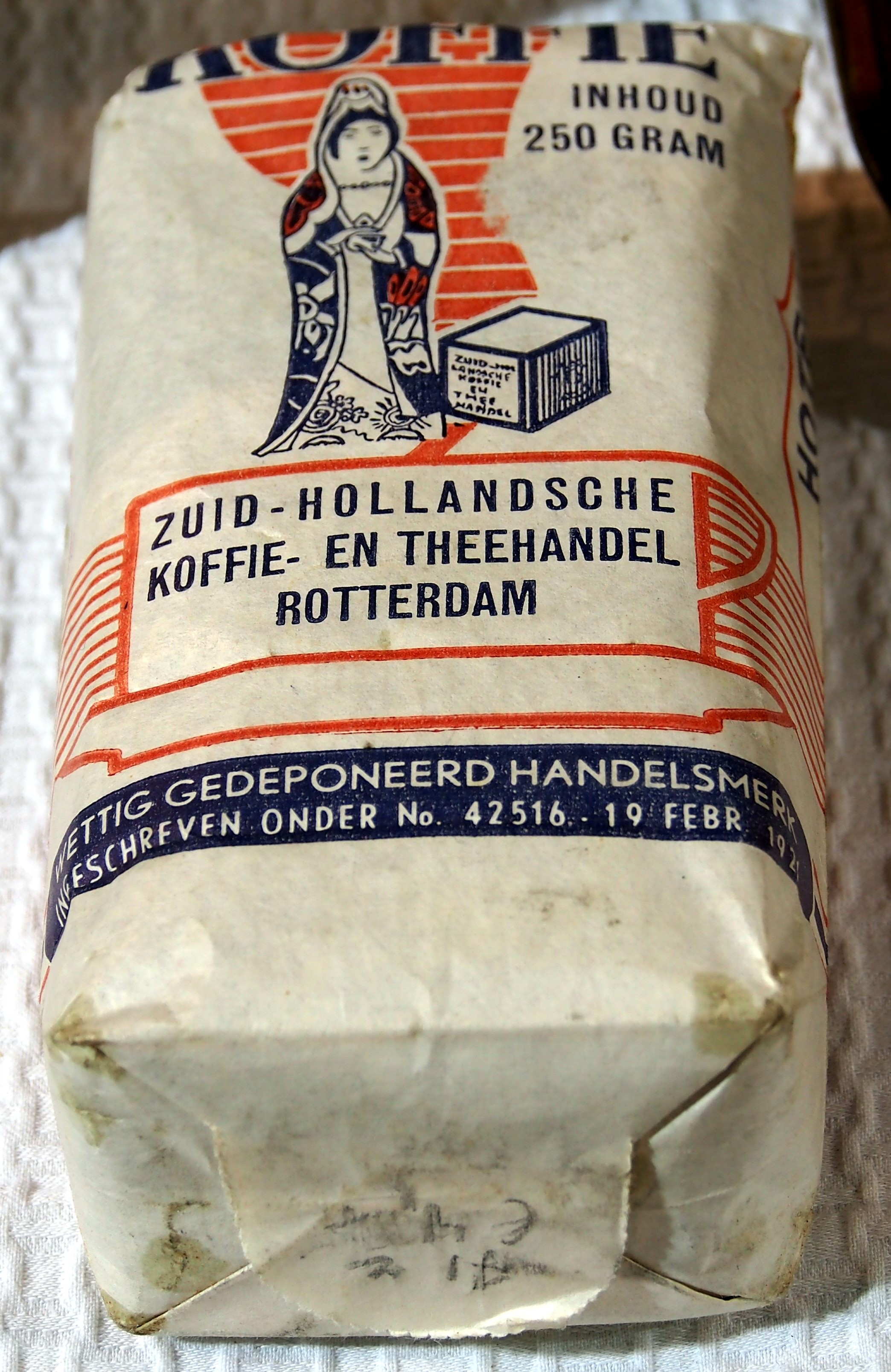
"Zuid-Hollandsche Koffie- en Theehandel Rotterdam", gedeponeerd handelsmerk ingeschreven onder nummer 42516 19 febr. 1921

Naast merken bestaan ook handelsnamen. Op basis van de Handelsnaamwet kan aanspraak op bescherming worden gemaakt. Een handelsnaam is automatisch (zonder vereiste registratie) beschermd zodra deze rechtmatig wordt gebruikt in het economisch verkeer. Een handelsnaam is echter minder exclusief. Meerdere bedrijven kunnen dezelfde handelsnaam gebruiken in verschillende regio's, of in verschillende branches, voor zover er naar het oordeel van de rechter geen verwarring is te duchten bij het publiek.

## Geregistreerd merk
Merken moeten worden geregistreerd om maximaal beschermd te worden. Als een merk niet of niet voldoende door de houder wordt beschermd, vervalt de wettelijke bescherming: het merk kan dan door iedereen worden gebruikt.
Merken die bijvoorbeeld het risico lopen hun bescherming te verliezen, omdat ze door veel mensen generiek worden gebruikt (ze worden gebruikt als soortnaam), zijn bijvoorbeeld Chocomel voor chocolademelk en Aspirine voor pijnstillers. Als deze verandering in soortnaam niet te wijten is aan de fabrikant (hij gebruikte het niet zelf als soortnaam en bood voldoende weerstand), dan geldt deze regel niet. Zo is bijvoorbeeld Aspirine van de fabrikant Bayer als merknaam bijna helemaal verwaterd, maar aangezien Bayer hier geen schuld aan heeft, blijft het merk behouden.
Het registreren van een merk kan bijvoorbeeld bij het Benelux-Bureau voor de Intellectuele Eigendom. Een merk kan voor de gehele Benelux, voor de gehele Europese Unie of per land internationaal geregistreerd worden. De kosten voor een Benelux-registratie zijn 240 euro en is geldig voor 3 klassen. Er zijn 45 klassen waarin een merk ingedeeld kan worden. Dit zijn uiteenlopende categorieën, van chemische producten tot (werktuig)machines en van vuurwapens tot zakelijke en administratieve diensten.
Een merk is geldig in de hele Benelux, ook als de merkhouder slechts zaken doet in een deel van dit gebied. De merkregistratie is tien jaar geldig en kan worden verlengd voor steeds een termijn van tien jaar.

## Specifieke merktekens
In de Verenigde Staten is het gebruik van het ®-teken wettelijk beschermd. Om die reden wordt het trademark-teken ™ gebruikt bij merken die wel gedeponeerd zijn, maar nog niet in het merkenregister zijn ingeschreven. Als het merk is ingeschreven, wordt ® wel gebruikt.
Het handelsmerksymbool ™ (&#x2122;) wordt ook in Europa veel gebruikt, bijvoorbeeld in situaties waarin de registratieprocedure nog niet is afgerond. Het ™-teken heeft geen juridische betekenis. Daarnaast gebruiken sommige bedrijven in Amerika ook het vergelijkbare ℠-teken om een dienstenmerk aan te duiden.
Het ®-teken staat voor "geregistreerd handelsmerk". Dit teken kan gebruikt worden als een waarschuwing naar derden, om aan te geven dat het merk is geregistreerd. Juridisch gezien heeft dit teken geen betekenis in de Benelux. In de VS heeft het teken wel juridische waarde en mag het niet zomaar gebruikt worden.

## Rechtszaken
Anders dan de term doet vermoeden is een ingeburgerd merk in juridische zin juist niet meer beschermd. Er is sprake van genericide als een ingeburgerd merk als het naar het oordeel van de rechter algemeen gebruikt wordt voor soortgelijke producten of diensten en de oorspronkelijk rechthebbende zich tegen dit gebruik niet (meer) afdoende verzet.
Om te voorkomen dat een merk een ingeburgerd merk in juridische zin wordt, moet de eigenaar aannemelijk maken dat hij het merk nog steeds als zodanig beschermt. Doorgaans is het criterium dat het merk nog in het handelsverkeer gebruikt wordt én dat de eigenaar zich tegen inbreuk verzet. Om die reden eisen advocaten van Luxaflex dat in het Groene Boekje en in de Dikke van Dale het woord Luxaflex® met het ®-teken geschreven wordt (hoewel dat in de Benelux geen juridische waarde heeft).
Desondanks verliezen nog steeds sommige merken hun bescherming. Zo heeft het Oostenrijkse hooggerechtshof in 2002 beslist dat Sony niet langer de exclusieve eigenaar is van de naam "Walkman".
Daarnaast blijkt het moeilijk om al te algemene benamingen effectief te beschermen als merk. Dat is omdat deze benamingen meestal niet goed in staat zijn om "te onderscheiden" en dus kunnen zij de primaire functie van een merk niet goed vervullen. Het uitgeversconcern VNU verloor een rechtszaak tegen Ouders Online, wegens het gebruik van het woord "ouders", hoewel het concern het merk "ouders" voor gebruik als tijdschrifttitel geregistreerd heeft.
Op 23 maart 2010 verloor de luxegroep LVMH voor het Europees Hof van Justitie tegen Google. LVMH ijverde ervoor dat niet-merkhouders de termen Louis Vuitton, Vuitton, en dergelijke niet meer konden invoeren in het Google AdWords programma. Het Europees Hof heeft deze argumentatie echter verworpen. Dit is een bijzonder belangrijke uitspraak gezien het de aansprakelijkheid van objectieve online tussenpersonen nader omschrijft. LVMH heeft op haar website ondertussen officieel gereageerd op de beslissing.
Op 8 juli 2010 sprak het Hof van Justitie zich nogmaals uit over het gebruik van andermans merken in "GoogleAds". Het Hof bevestigt zijn vroegere rechtspraak en verduidelijkt daarenboven de invulling van het concept "gegronde reden" in het kader van de communautaire uitputting. Dit laatste houdt in dat men zich behoudens "gegronde reden" niet kan beroepen op de bescherming van diens merk in advertenties.

## Typische merken
Een voorbeeld van beschermde kleuren zijn de kleuren van de ABN AMRO-bank, die niet door een andere bank in die combinatie gebruikt mogen worden. In de VS heeft motorfietsfabrikant Harley-Davidson geprobeerd het typische geluid van zijn motoren als merk te deponeren. Deze aanvraag werd echter afgewezen. In de Benelux zijn wel de eerste negen noten van Für Elise gedeponeerd als merk. Een geluidsmerk omschreven als "het gekraai van een haan" werd afgewezen omdat het te onduidelijk was. Zo is ook de kreet van tarzan niet aangenomen als merk.